# Gordon Stone
Gordon Stone (ur. 6 kwietnia 1914 w Coogee, zm. 7 lutego 2015 w Bowral) – australijski rugbysta, reprezentant kraju.
Urodził się w mieszkającej na terenie Prince Henry Hospital rodzinie Charlesa i Mary. Miał czworo rodzeństwa – dwóch braci i dwie siostry. Uczęszczał do Long Bay Public School, a w latach 1928–1933 do Sydney Boys' High School, w której został przewodniczącym (prefect). Angażował się także w szkolny sport – był kapitanem zespołu rugby i wicekapitanem osiągającej sukcesy drużyny krykietowej. W wieku dziewiętnastu lat podjął pracę – początkowo w firmie budowlanej, a następnie jako technik medyczny na wydziale hematologii.
Za namową Wally'ego Meaghera w 1934 roku podjął grę w klubie Randwick, z którym pozostał związany przez całą karierę sportową. Rozpoczynał od występów na pozycji łącznika ataku w zespołach rezerw, jednak szybko trafił do pierwszego zespołu, z którym już jako łącznik młyna triumfował w rozgrywkach Shute Shield w latach 1934, 1938 i 1940. Łącznie do 1940 roku wystąpił w ponad stu spotkaniach klubu, w tym 93 w pierwszym zespole, zdobywając 329 punktów. Został także wybrany do stanowego zespołu Nowej Południowej Walii, w którym zagrał ośmiokrotnie, w tym dwukrotnie jako kapitan. Mimo dobrej, stabilnej formy – trzykrotnie z rzędu był najlepszym punktującym lokalnych rozgrywek – i poparcia opinii publicznej nie otrzymywał powołań do australijskiej reprezentacji. Ostatecznie tylko raz zagrał w barwach Wallabies – w 1938 roku przeciwko All Blacks na Sydney Cricket Ground. Jego karierę sportową przerwała w wieku dwudziestu sześciu lat II wojna światowa.
W 1939 roku zaręczył się z pielęgniarką Iris Sharpe, którą poślubił w tajemnicy w roku 1941, tuż przed zaciąnięciem się w randze sierżanta do Australian Army (119th Australian General Hospital Unit). Stacjonował w Berrimie, Ballarat, Brisbane, Adelaide, w Darwin podczas jego bombardowań, a także na Nowej Brytanii i Nowej Gwinei, dosłużywszy się rangi porucznika. Po demobilizacji osiadł z nowo założoną rodziną w Maroubra na przedmieściach Sydney i powrócił do pracy w Prince Henry Hospital. Został następnie szefem wydziału, a przeszedł na emeryturę w roku 1969.
Grał w krykieta w Randwick Cricket Club, był też długoletnim członkiem Cronulla Golf Club uprawiającym ten sport jeszcze po osiemdziesiątce. W 1954 roku jako trener doprowadził Randwick do zdobycia Shute Shield.
W 2004 roku, jako najstarszy żyjący reprezentant kraju, wręczył George’owi Greganowi czapkę upamiętniającą jego setny występ w kadrze. Z okazji jego setnych urodzin Australian Rugby Union zorganizował w czerwcu 2014 roku ceremonię podczas meczu Australia–Francja.
Zmarł otoczony rodziną w domu opieki w Bowral 7 lutego 2015 roku. Ze zmarłą w 2009 roku żoną miał dwójkę dzieci, Petera i Judy, doczekali się także sześciorga wnucząt i dziewięciorga prawnucząt.